# Boca do Lixo
A Boca do Lixo é uma região não-oficial do centro da cidade de São Paulo localizada no bairro da Luz, em um quadrilátero que inclui a rua do Triunfo, a rua Vitória e adjacências. Notabilizou-se por ter se abrigado um polo cinematográfico desde as décadas de 1920 e 1930, quando empresas como a Paramount, a Fox e a MGM se instalaram na região. Nas décadas seguintes, essas companhias atraíram distribuidoras, fábricas de equipamentos especializados, serviços de manutenção técnica e outras empresas do ramo cinematográfico para as redondezas. Entre o fim dos anos 1960 e o começo dos anos 1980, a Boca do Lixo tornou-se um reduto do cinema independente brasileiro, desvinculado dos incentivos governamentais. Durante aqueles anos, era comum ver homens guiando carroças carregadas de latas de filmes pela via pública.
As atividades do cinema eram divulgadas por revistas como a Cinema em Close-Up, publicada pela Minami e Cunha Editores.

## O desenvolvimento cinematográfico
Muitos cineastas, como Carlos Reichenbach, José Antônio Garcia, José Mojica Marins, Alfredo Sternheim, Juan Bajon, Cláudio Cunha, Julio Bressane, Rogério Sganzerla ou Walter Hugo Khouri, Luiz Castelini, tinham clara proposta autoral em seus filmes, mas a produção da Boca ficou mesmo caracterizada pelos filmes baratos e que tinham forte apelo sexual. Ela floresceu e se expandiu na pornochanchada dos anos 1970, com musas como Helena Ramos, Sandra Bréa, Vanessa Alves, Patrícia Scalvi, Nicole Puzzi, Zilda Mayo. Comédias, dramas, policiais, faroestes, filmes de ação e de kung fu, terror, entre outros, foram gêneros explorados pelo cinema da Boca, sem deixar de lado o uso restrito do erotismo. Produtores como Antônio Polo Galante, David Cardoso, Nelson Teixeira Mendes, Juan Bajon, Cláudio Cunha, Aníbal Massaini Neto, entre outros, ficaram milionários com esse tipo de cinema. Dick Danello foi outra figura importante para a Boca, responsável pela composição da trilha sonora de vários filmes.

## O apogeu
Alguns tiveram sucesso de bilheteria, entre os quais A Viúva Virgem, de Rovai, e Giselle, de Victor di Mello. Com raras exceções, esses filmes não eram muito apreciados pela crítica especializada, que preferia os filmes mais voltados à questão social, de diretores ligados ao Cinema Novo e, nos anos 1970, integrados à Embrafilme, que produzia filmes com incentivo estatal.

## O declínio
O fim do regime militar no Brasil trouxe a liberação de filmes com cenas de sexo explícito, o que acabou matando essa indústria cinematográfica.

## Atualidade da região
Nos anos 1990, parte da área da Boca do Lixo veio a ser chamada de Cracolândia e se tornou uma das regiões mais degradadas da cidade de São Paulo. A partir de 2005, a prefeitura de São Paulo começa a intervir neste espaço através de uma estratégia mais firme, aumentando o policiamento local e fechando hotéis e bares ligados ao tráfico de drogas e à prostituição. Centenas de imóveis residenciais ou utilizados por pequenos comerciantes foram declarados de utilidade pública e desapropriados a fim de atrair investimentos privados e empresas do setor imobiliário. Em 2007 é lançado o programa Nova Luz, destinado a promover a requalificação da região através da renúncia fiscal do IPTU como estímulo a reformas das fachadas. Paralelamente, tratava-se de afugentar os usuários de crack e outras drogas que eram impedidos de se reunir no local e impelidos a perambular, sem rumo, por bairros vizinhos. Em 2012, tem início a "Operação Centro Legal", de combate ao tráfico na região e internação compulsória dos dependentes de crack. Já no primeiro mês, pequenas cracolândias se espalharam pela cidade - distribuindo-se, segundo a Polícia, por 27 bairros, entre eles a Barra Funda, Higienópolis, Santa Cecília e Luz. Na época, segundo um relatório do governo de São Paulo, 155 usuários de drogas foram internados, 191 pessoas foram presas em flagrante e 63 toneladas de drogas (incluindo três toneladas de crack) foram apreendidas.

## A razão do nome
O nome Boca do Lixo é derivado de uma expressão que foi cunhada pela imprensa policial nos anos 1940 para referir-se a região, devido a frequência de personagens que eram vistos pela sociedade como marginais (prostitutas, bandidos...) e que atuavam nos Campos Elíseos, na Santa Ifigênia e adjacências. Tendo sido retirados do bairro do Bom Retiro por violentas ações da política no início dos anos 1950, esses grupos marginalizados migraram para o bairro da Luz, passando a conviver simultaneamente com os principais atores e atrizes que figuraram na história do cinema nacional. Assim, com a concentração das produções cinematográficas presentes nesta localidade já em meados dos anos 1960, o nome passou a denotar também o polo de cinema que estava ali estabelecido.